# جنبش احیای اسلام
احیای اسلامی (به عربی: تجدید یا صحوة بمعنای بیداری) به احیای دین اسلام اشاره دارد. احیاگران در اسلام به مجدّد معروفند.
در سنت اسلامی، تجدد مفهوم دینی مهمی بوده‌است که در طول تاریخ اسلام در دعوت‌های دوره‌ای برای تجدید تعهد به مبانی اسلام و بازسازی جامعه مطابق با قرآن و سنت تجلی یافته‌است. همچنین تجدد در دوران معاصر نقش برجسته ای داشته‌است.
در ادبیات دانشگاهی، «احیای اسلامی» اصطلاحی است که شامل «طیف گسترده‌ای از جنبش‌ها، برخی نابردبار و انحصاری گرا، برخی کثرت گرا، برخی علمی، برخی ضد علم، برخی عبادی، و برخی عمدتاً سیاسی، برخی دموکراتیک، برخی اقتدارگرا، برخی آرام، برخی خشونت‌آمیز» می‌شود.
در دهه ۱۹۷۰، یک احیای جهانی اسلامی پدید آمد که ناشی از ناامیدی از دولت-ملت‌های عرفی و نخبگان غربزده بود که در دهه‌های قبل بر جهان اسلام تسلط یافته بودند و به‌عنوان اقتدارگرا، بی‌اثر و فاقد اصالت فرهنگی تلقی می‌شدند.همچنین انگیزه آن میل به «بازگرداندن اسلام به تعالی در دنیایی که از خدا رویگردان شده بود».
این احیا با رشد جنبش‌های سیاسی ـ اصلاح‌طلبی مختلف با الهام از اسلام (که اسلام‌گرا نیز نامیده می‌شوند)، و با «اسلامی‌سازی مجدد» جامعه از بالا و پایین، با جلوه‌هایی از شریعت همراه بوده‌است. اصلاحات حقوقی مبتنی بر برای تقوای بیشتر و پذیرش فزاینده فرهنگ اسلامی (مانند افزایش حضور در حج) در میان عموم مسلمانان. در میان مهاجران در کشورهای غیراسلامی، این شامل احساس «هویت اسلامی جهان‌شمول رو به رشد» یا اسلام فراملی است، که با ارتباطات، رسانه‌ها و سفر آسان‌تر به وجود می‌آید. این احیاء همچنین با افزایش نفوذ واعظان بنیادگرا و حملات تروریستی انجام شده توسط برخی گروه‌های اسلامگرای رادیکال در مقیاس جهانی همراه بوده‌است.
واعظان و علمایی که در تاریخ اسلام به وسیله فرقه‌ها و گروه‌های مختلف به احیاگر (مجدد) یا مجدّین معرفی شده‌اند عبارتند از احمد بن حنبل، ابن تیمیه، شاه ولی‌الله دهلوی، احمد سیرهندی، احمدرضا خان بریلوی، محمد بن عبدالوهاب محمد بن علی سنوسی و محمد احمد.
در قرن بیستم، چهره‌هایی مانند سید رشید رضا، حسن البنا، ابوالعلا مودودی، مالکوم ایکس و روح‌الله خمینی چنین توصیف شده‌اند و دانشگاهیان اغلب از اصطلاحات «اسلام‌گرا» و «احیاگر اسلامی» به یک معنی استفاده می‌کنند. جریان‌های احیاگر معاصر شامل لیبرالیسم اسلامی است که به دنبال تطبیق باورهای اسلامی با ارزش‌های مدرن است. نو تصوف که معنویت مسلمانان را پرورش می‌دهد. و نوبنیادگرایی، که بر اطاعت از شریعت (قوانین اسلامی) و رعایت مناسک تأکید دارد.

## تاریخ

### ریشه تجدید در اسلام
مفهوم احیای اسلامی بر اساس یک حدیث صحیح (سخن منسوب به پیامبر اسلام ) است که توسط ابوداود به روایت ابوهریره نقل شده است :
خداوند در پایان هر 100 سال برای این امت کسی را برمی‌انگیزد که دینش را برای آن تجدید کند.
در سنت اسلامی، تجدید یک مفهوم مهم دینی بوده است. در اوایل دوران اسلامی، مسلمانان متوجه شدند که در ایجاد و حفظ جامعه ای که واقعاً از اصول دین آنها پیروی کند، موفق نبوده اند. در نتیجه، تاریخ اسلام شاهد درخواست‌های ادواری برای بازگشت به اصول بنیادین اسلام و بازسازی جامعه مطابق با قرآن و سنت‌های پیامبر اسلام حضرت محمد (ص) بوده است. این تلاش‌ها غالباً از حدیث ذکر شده الهام می‌گیرند. در طول تاریخ اسلام، مسلمانان برای ایفای نقش مجدّد (نوساز) به رهبران دینی چشم دوخته بودند. اگر چه در مورد اینکه کدام افراد واقعاً می‌توانند به این عنوان معرفی شوند، اختلاف نظر وجود دارد، مسلمانان موافق هستند که مجدّدها نیروی مهمی در تاریخ جوامع اسلامی بوده‌اند.

### دلایل جامعه شناسانه
جنبش مدرن احیای اسلامی و تلاش‌های قبلی با یک ماهیت مشابه جوامع مسلمان شکل گرفته است: «نوسان بین دوره‌های تندروی مذهبی و دوره‌های سستی در دین» در تاریخ اسلام به اندازه‌ای قابل توجه بود که «ابن خلدون مورخ مسلمان علل آن را در 600 سال پیش بررسی کرده و حدس میزند که می‌توان آن را «به ویژگی‌های بوم‌شناسی و سازمان اجتماعی خاص خاورمیانه» نسبت داد، یعنی تنش بین زندگی آسان شهری و زندگی سخت در بیابانها.
برخی از معروف‌ترین مجددین عبارتند از: سلسله‌های الموراوید و الموحد در مراکش و اسپانیا (1042-1269)، شخصیت نقشبندیه سر احمد هندی (1564-1624)، جنبش اهل حدیث هند در قرن نوزدهم، واعظان. ابن تیمیه (1263-1328)، شاه ولی الله دهلوی (1702-1762) و محمد بن عبدالوهاب (متوفی 1792).

### جنبشهای جدید
در اواخر قرن نوزدهم، سید جمال‌الدین اسدآبادی، «یکی از تأثیرگذارترین اصلاح طلبان مسلمان» در آن دوران، به جهان اسلام سفر کرد و از نوگرایی اسلامی و پان اسلامیسم دفاع کرد. محمد عبده، یکی از شرکای او، «تاثیرگذارترین شخصیت» سلفی گری مدرن نامیده می شود.
محمد رشید رضا، و حامی او حسن البنا، اخوان المسلمین را در سال 1928 تأسیس کردند، اولین سازمان توده ای اسلام گرا. علیرغم اینکه البنا تحت تأثیر رضا و استخراج ایده های او عمدتاً از منابع اسلامی بود، با این وجود مایل بود با مفاهیم مدرن اروپایی مانند ناسیونالیسم، مشروطیت و غیره درگیر شود.
در جنوب آسیا، روشنفکران و دولتمردان احیاگر اسلامی مانند سید احمد خان، محمد اقبال، محمد علی جناح نظریه دو ملت را ترویج کردند و اتحادیه مسلمین اولین جمهوری اسلامی مدرن جهان یعنی پاکستان را تأسیس کرد. ابوالعلاء مودودی رهبر بعدی این جنبش بود که جماعت اسلامی را در جنوب آسیا تأسیس کرد. امروزه این حزب یکی از تأثیرگذارترین احزاب اسلامی در شبه قاره هند است که سه کشور (پاکستان، هند و بنگلادش) را در بر می گیرد، اگرچه احزاب مختلف ملی هیچ پیوند سازمانی بین آنها ندارند. محمد الیاس کندلاوی یک اسلام شناس هندی بود که در سال 1925 جنبش احیاگر اسلامی جماعت تبلیغی را پایه گذاری کرد. این جنبش در حال حاضر یک جنبش جهانی با بیش از 50 میلیون پیرو فعال است، این یک جنبش غیرسیاسی است که بر افزایش ایمان مسلمانان تمرکز دارد. و برای بازگشت آنها به سبک زندگی سنت.
چه احیای معاصر بخشی از یک چرخه تاریخی باشد یا نه، منحصر به فرد بودن ارتباط نزدیک جامعه مسلمان با دین آن توسط محقق مایکل کوک مورد توجه قرار گرفته است. او مشاهده کرده است که «در میان همه حوزه های فرهنگی عمده جهان» جهان اسلام «کمترین نفوذ بی دینی را دیده است» و در چند دهه اخیر به جای اینکه علم و سکولاریسم دین را کنار بزند در جوامع اسلامی برعکس بنیادگرایی اسلامی به طور فزاینده ای نمایان تر شده است.

#### اسلام ناب محمدی
آیت الله خمینی در ۱۳ شهریور ۱۳۶۶ از اسلام اصیـل بـا عنوان «اسلام نـاب رسـول گرامـی» یا اسلامی ناب محمدی یـاد کـرد.
در سایت موسسه نشر آثار او ویژگیهای این اسلام اینچنین آمده است:
1. فراگیر‌ و ‌تبارمند ‌و ‌توانمند
2. ریشه در قرآن و سنت
3. احیاگری
4. اجتهاد پویا
5. میانه روی
6. عدالتخواهی
7. باور به پیوند دین و سیاست
8. ظلم ستیزی و دوری از ظلم کنندگی
9. پشتیبان مستضعفان در برابر مستکبران

سایت موسسه نثر آثار امام و سایتهای دیگر منابع مختلفی را ذکر کرده اند که برخی برداشتهایی از آثار آیت الله خمینی هستند و برخی برداشتهایی از قران و نهج البلاغه و احادیث هستند که مورد تفسیر نویسندگان قرار گرفته اند.